# مامي كوياما
مامي كوياما (小山茉美 كوياما مامي) هي ممثلة يابانية ولدت في 17 يناير 1955 في نيشيو، آيتشي.

## أدوارها في الأنمي

### مسلسلات أنمي تلفزيونية
- ون بيس - بيغ مام
- كاشرن سينز - ليدا، ليزبيل
- دراغون بول - لانش، ابن سلحفاة المعلم روشي، أرالي نوريماكي
- دراغون بول Z - لانش، ليمليا
- دراغون بول سوبر - أرالي نوريماكي
- سينت سيا أوميغا - شاينا
- خيميائي الفولاذ FULLMETAL ALCHEMIST - بيناكو روكبيل (أيام الشباب)
- بلاك لاغون - بالالايكا
- البدلة المتنقلة جاندام - كيسيليا زابي
- البدلة المتنقلة جاندام سيد ديستني - تاليا غلاديس
- ساندي بل - كيتي
- هيوكا - يوكو إيتويغاوا
- المحقق كونان - فيرموث
- مغامرات رنا - رنا
- بوكيمون - لوانا
- ناروتو شيبودن - كاغويا أوتسوتسوكي
- تيلز أوف زيستيريا ذا كروس - مالتران
- ون بيس - بيغ مام (الصوت الثاني)
- مجموعة جونجي إيتو - فوتشي
- بانغ دريم! - شيفوني تسوزوكي
- نيفرلاند الموعودة - الجدة سارة
- مونستر - إيفا

### أنمي الإنترنت
- سيلور مون كريستال - كوين سيرينيتي

### أوفا أنمي
- البدلة المتنقلة جاندام: فريق م.س. رقم 08 - كارين جوشوا

### أفلام أنمي
- أكيرا - كي
- X - كارين كاسومي
- آي سيتي - K2
- دراغون بول: لعنة روبيات الدم - ريفن
- دراغون بول: الأميرة النائمة في قلعة الشر - لانش
- دراغون بول: المغامرة الغامضة - لانش، أرالي نوريماكي
- ممثلة الألفية - تشيوكو فوجيوارا (من سن العشرين إلى سن الأربعين)
- فيلم بوكيمون فور إيفر: سيليبي صوت الغابة - توا
- سينت سيا فصل النعيم: الإفتتاحية - أوفيوكوس شاينا
- الاعصار - هيكاري تسوشيما

## أدوارها في ألعاب الفيديو
- ناروتو شيبودن: ألتيميت نينجا ستورم 4 - كاغويا أوتسوتسوكي
- تيلز أوف زيستيريا - مالتران
- جاي-ستارز فيكتوري فيرسيس - أرالي نوريماكي
- سينت سيا أوميغا: ألتيميت كوزمو - شاينا

## أدوارها في الدبلجة اليابانية
- وال-إي - كومبيوتر سفينة أكسيوم
- جمال أمريكي - كارولين بورنهام
- شخصي وعن قرب - سالي «تالي» أتواتر

## وصلات خارجية
- مامي كوياما على موقع IMDb (الإنجليزية)
- مامي كوياما على موقع ألو سيني (الفرنسية)
- مامي كوياما على موقع ميوزك برينز (الإنجليزية)
- مامي كوياما على موقع أول موفي (الإنجليزية)
- مامي كوياما على موقع ديسكوغز (الإنجليزية)
- مامي كوياما على موقع قاعدة بيانات الفيلم (الإنجليزية)
- مامي كوياما على موقع كينوبويسك (الروسية)
- مامي كوياما على موقع ANN person (الإنجليزية)